# John Johnsson
John Erik Johnsson, född 2 februari 1924 i Öveds församling, död 13 december 2003 i Blentarps församling, var en svensk politiker (socialdemokrat) och ombudsman.
Jönsson var ledamot av riksdagens andra kammare 1969-1970 representerande Socialdemokraterna i Malmöhus läns valkrets. Han var därefter ledamot av enkammarriksdagen från 1971.